# Nathan Bongelo
Nathan Bongelo Bongelemba (né le 12 décembre 1973 à Rutshuru, Nord-Kivu, alors au Zaïre) est un ancien athlète belge, d'origine congolaise, spécialiste du sprint (100 m et 60 m en salle).
Il est connu soit comme Bongelo Bongelemba soit comme Nathan Bongelo. Il est naturalisé belge en février 2001.
Il rejoint le Royal Athletic Club Louviérois en 1990 et, sous la houlette de son entraîneur Alain Wayet, bat le record  de la province du Hainaut sur le 100 mètre dans un temps de 10"41 (record toujours d'actualité en 2023). Il participe aux Championnats du monde à Edmonton (2001) pour le relais 4 × 100 m, où il bat le record de Belgique en 39 s 22 avec ses coéquipiers Kevin Rans, Anthony Ferro et Erik Wijmeersch. En 2003, aux Championnats suivants, à Saint-Denis, il bat à nouveau ce record en 39 s 05 avec Anthony Ferro, Kristof Beyens et Xavier De Baerdemaker. 